# Mesosemia sifia
Mesosemia sifia är en fjärilsart som beskrevs av Jean Baptiste Boisduval 1836. Mesosemia sifia ingår i släktet Mesosemia och familjen Riodinidae. Inga underarter finns listade i Catalogue of Life.